# Plaza de Naqsh-e Yahán

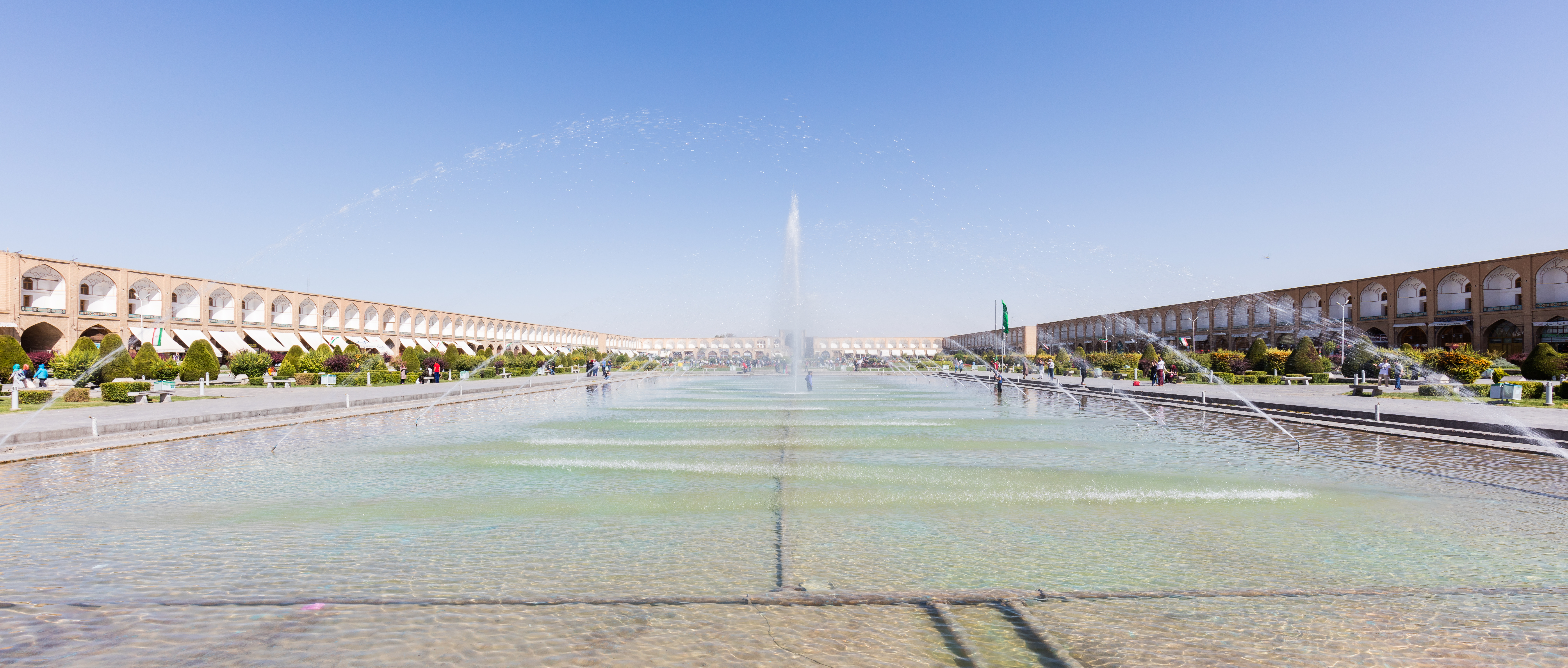
Vista de la plaza.

La plaza de Naghsh-i Jahan (en persa: ميدان نقش جهان‎, maidaan-e naqsh-e jehaan), también conocida como Plaza Real (Meidan Eman) y plaza del imán Jomeini, es una plaza situada en el centro de la ciudad de Isfahán, es uno de los sitios más importantes del país y fue declarada Patrimonio de la Humanidad por la Unesco en el año 1979. Es la plaza más grande de Irán y una de las mayores del mundo. A partir de la dinastía safávida, fue rodeada por monumentos históricos de la época. Al este de la plaza se encuentra la mezquita del jeque Lutfallah, al norte se abre una de las puertas del gran bazar de Isfahán, al oeste está el palacio de Ali Qapu y al sur la mezquita del Shah, delante de la cual actualmente se realiza los viernes el Namaaz-e Jom'eh (el rezo de viernes de los musulmanes).
La plaza forma un rectángulo alargado de 560 metros de largo y 160 metros de ancho y está alineado casi exactamente en dirección norte-sur. En el momento de su construcción, era la plaza más grande del mundo. Planificado como mercado, tribunal de justicia, campo de juego y recinto ferial a partes iguales, está rodeado de importantes estructuras: el palacio real, las mezquitas y el baza, que a su vez están unidos por una arcada de dos pisos que enmarca la plaza . De esta manera, la plaza y los edificios circundantes forman un conjunto coherente que pretende simbolizar la conexión entre la cultura secular y la espiritual, así como el comercio y el comercio.
El área y sus edificios forman el punto focal de la ciudad y son una de las razones por las que la belleza de Isfahán se volvió proverbial en persa (con un juego de palabras fonético con Naqsh-e Jahān , el nombre del lugar): Esfahān nesf-e Jahān , " Isfahan [es] la mitad del mundo".

## Antecedentes históricos

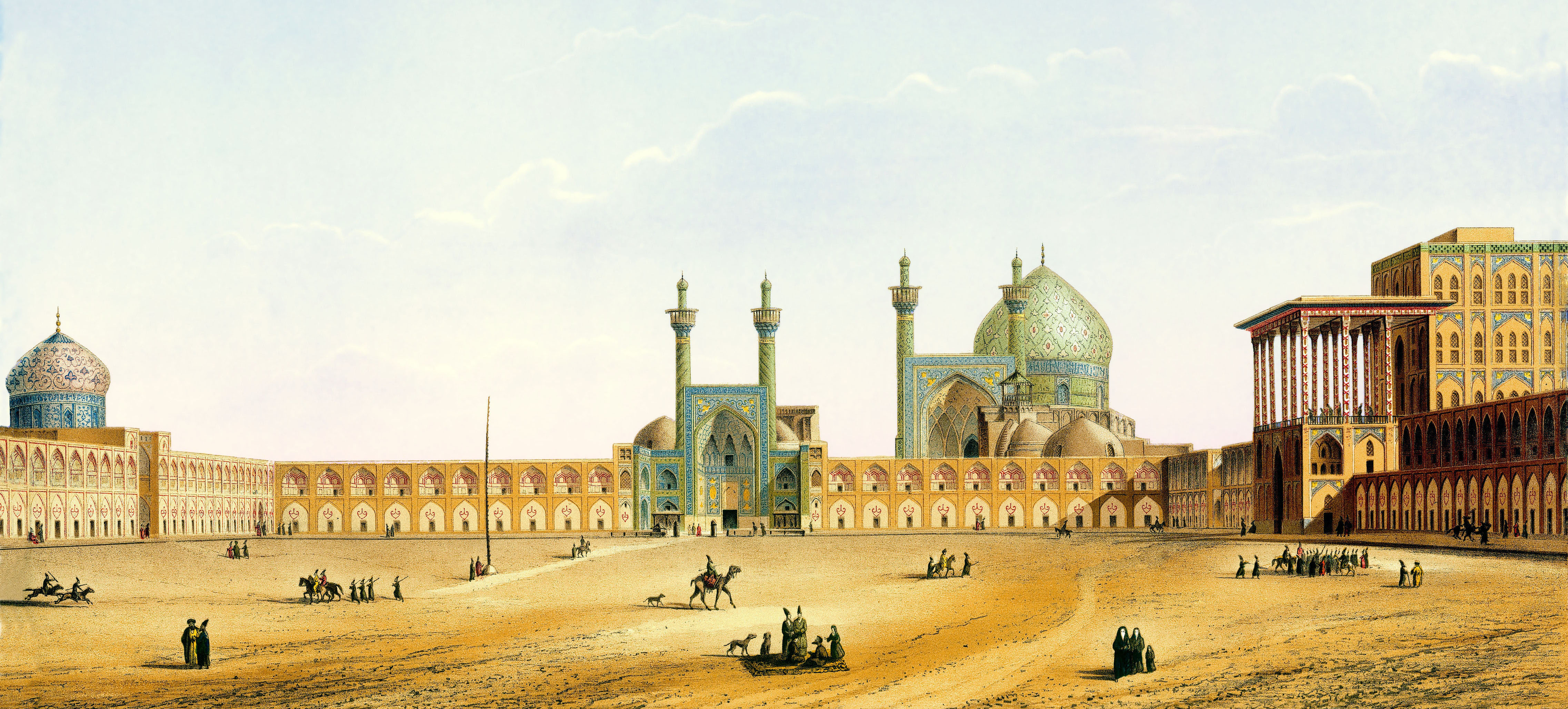
Plaza de Naqsh-e Jahan con la Mezquita Real (arriba) y la Puerta Alta (derecha) (Pascal Coste, 1867)

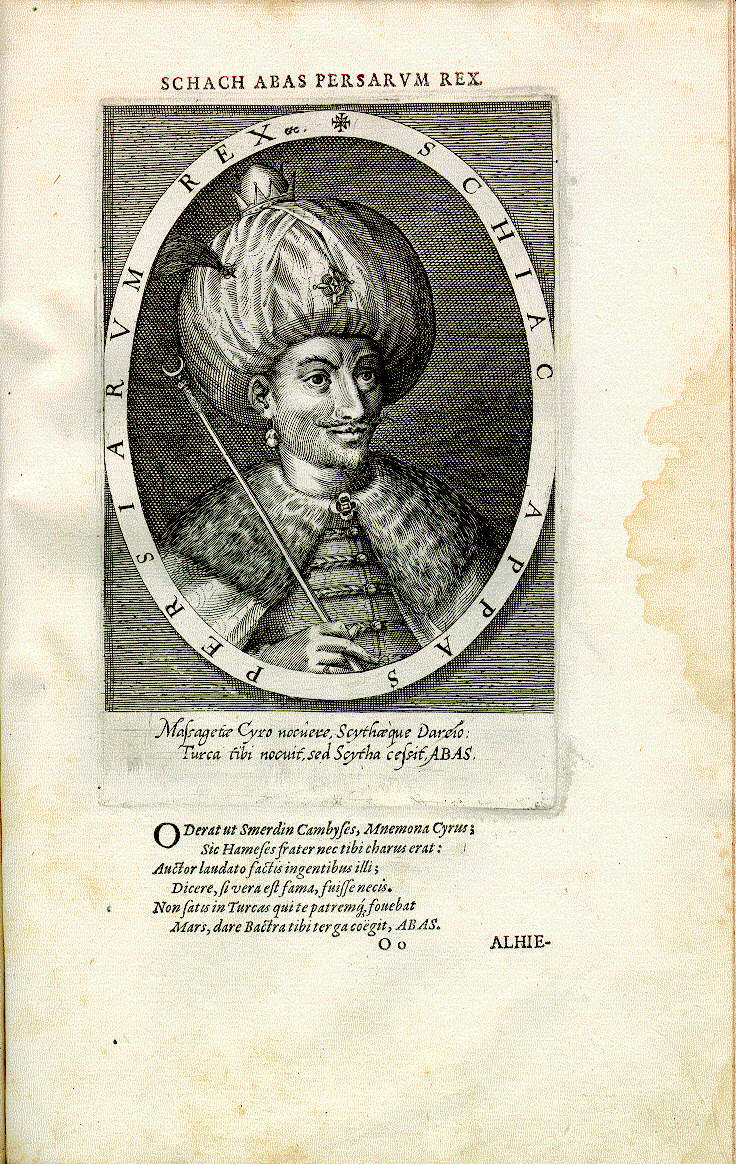
Abbas I (grabado en cobre de Dominicus Custos, fines del siglo XVI

La fecha exacta de la fundación de Isfahán es oscura, los primeros inicios del asentamiento se remontan probablemente a  principios del imperio aqueménida. Tras la conquista de la región por parte de los musulmanes en el marco de la Expansión Islámica hacia el año 642, Isfahán vivió su primer periodo de prosperidad en el siglo XII bajo la dinastía de los selyúcidas. Sin embargo, las guerras y los frecuentes cambios de gobernantes hicieron que la ciudad se estancara en los siglos siguientes. Bajo la dinastía de los safávidas, que hicieron de Isfahán su capital y construyeron en este "espejo del paraíso"  numerosos y magníficos edificios y jardines, la ciudad vivió su época dorada.
En 1598, Abbas I trasladó su capital de Qazvin a Isfahán y destinó el oasis a ser su residencia y un importante centro de comercio, cultura y religión. Trasladó a 30.000 (otras fuentes hablan de 50.000) artistas, artesanos y comerciantes de todo el país se reunieron con la misión de transformar el oasis, situado en el borde de los Montes Zagros en medio del desierto de sal, según las concepciones del Paraíso del Islam. Esto incluía al pueblo cristiano armenio, que era valorado como artesano y comerciante. Habitantes de Dschulfa, situada en el actual Azerbaiyán, que fueron reubicados a la fuerza en un suburbio separado de Isfahán.
La religiosidad era uno de los pilares del Estado safávida, y el comercio y los negocios, el otro. Según los ambiciosos objetivos de Abbas I, Isfahán debía convertirse no sólo en la ciudad más magnífica sino también en la más rica de Oriente. Había que construir un centro comercial urbano racionalmente planificado en el centro de la ciudad, en el que cada oficio tuviera su dominio y en el que se apoyara el comercio y la actividad comercial garantizando la seguridad y proporcionando una generosa infraestructura.
El anterior centro de la ciudad de la época selyúcida giraba en torno a la gran Mezquita del Viernes. Abbas dispuso que la plaza se convirtiera en un nuevo centro a un kilómetro al suroeste de la misma, en una gran zona abierta entre el antiguo centro y el río Zayandeh Rud. Así se evitó una intervención radical en el parque inmobiliario anterior. La nueva plaza está conectada al centro antiguo por una red de calles de bazar.
Lo espiritual (representado por las mezquitas) se yuxtaponía a lo profano (el bazar), y todo podía ser convenientemente contemplado por el gobernante que vivía en medio de esta tensión desde su plataforma de observación sobre el pasillo de su palacio, y controlado por sus fuerzas de seguridad alojadas en el recinto real. Todos los edificios estaban conectados por arcadas de dos pisos y la espaciosa plaza del centro servía como lugar de reunión, comercio y corte, así como para ocasiones deportivas y festividades. El impresionante tamaño de la plaza se debe en parte a que Abbas I era un apasionado jugador de polo y, por tanto, previó un campo de polo en la plaza.
Los planes del Sha se hicieron realidad. La comunidad de mercaderes armenios que reasentó estableció una amplia red de vínculos comerciales y rápidamente desempeñó un papel importante en el comercio de seda y especias entre Oriente y Occidente. En poco tiempo, importantes rutas comerciales entre China y Europa pasaban por Isfahán y, a diferencia de otras ciudades del desierto, la ciudad se caracterizaba por sus cúpulas de turquesa y especias; - Las cúpulas turquesas y los preciosos azulejos brillantes de las mezquitass y medressas, los jardines florecientes, los palacios nobles y las amplias residencias, la imagen de una ciudad próspera, que podía parecer un espejismo - o el "paraíso en la tierra" - a los visitantes que llegaban en caravanass después de un viaje penoso y agotador.

## Disposición de la plaza

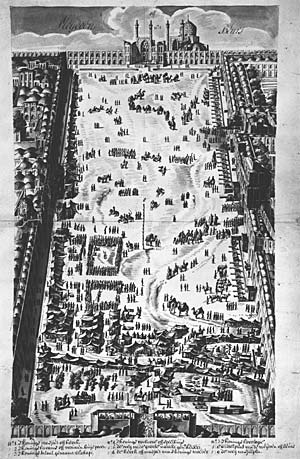
Plaza de Naqsh-e-Jahan como vista general de 1703, representación de Gerard Hofsted van Essen.

La fotografía panorámica de arriba y el dibujo de principios del siglo XVIII de la derecha muestran una visión general de la plaza monumental, que ocupa casi 90.000 metros cuadrados y está rodeada de arcadas de dos pisos, con el oeste a la derecha, el este a la izquierda, el sur arriba y el norte abajo en las ilustraciones.
En los estrechos lados de la plaza se alzan dos poderosos portales de entrada ricamente decorados. Al sur - en las ilustraciones de arriba - se encuentra la magnífica puerta de entrada a la Mezquita del Rey, ahora llamada Masjed-e Emām, y al norte la amplia pero comparativamente sencilla entrada al bazar.
Al oeste - en las ilustraciones de la derecha - se encuentra la Ali Qāpu, la Puerta Alta, era la entrada al jardín del palacio del Sha y también servía de mirador. Frente a ella, al este, el portal de entrada de una casa de oración, una mezquita real más pequeña y privada, la Masjed-e Sheikh Lotfollāh, se inserta en las arcadas.
La plaza tiene 560 metros de largo y 160 de ancho. Hoy en día, la zona sigue siendo el centro que define la ciudad y su vida cultural y social. Al mismo tiempo, es uno de los monumentos más importantes de Irán. Hoy en día, la plaza está dominada por espacios verdes formales, tipo parque, y una enorme cuenca de agua con fuentes en su centro, mientras que los soportales sirven de paseo detrás del cual tiendas, puestos de artesanía, restaurantes y salones de té invitan a los visitantes.

## Mezquita del jeque Lotfollah

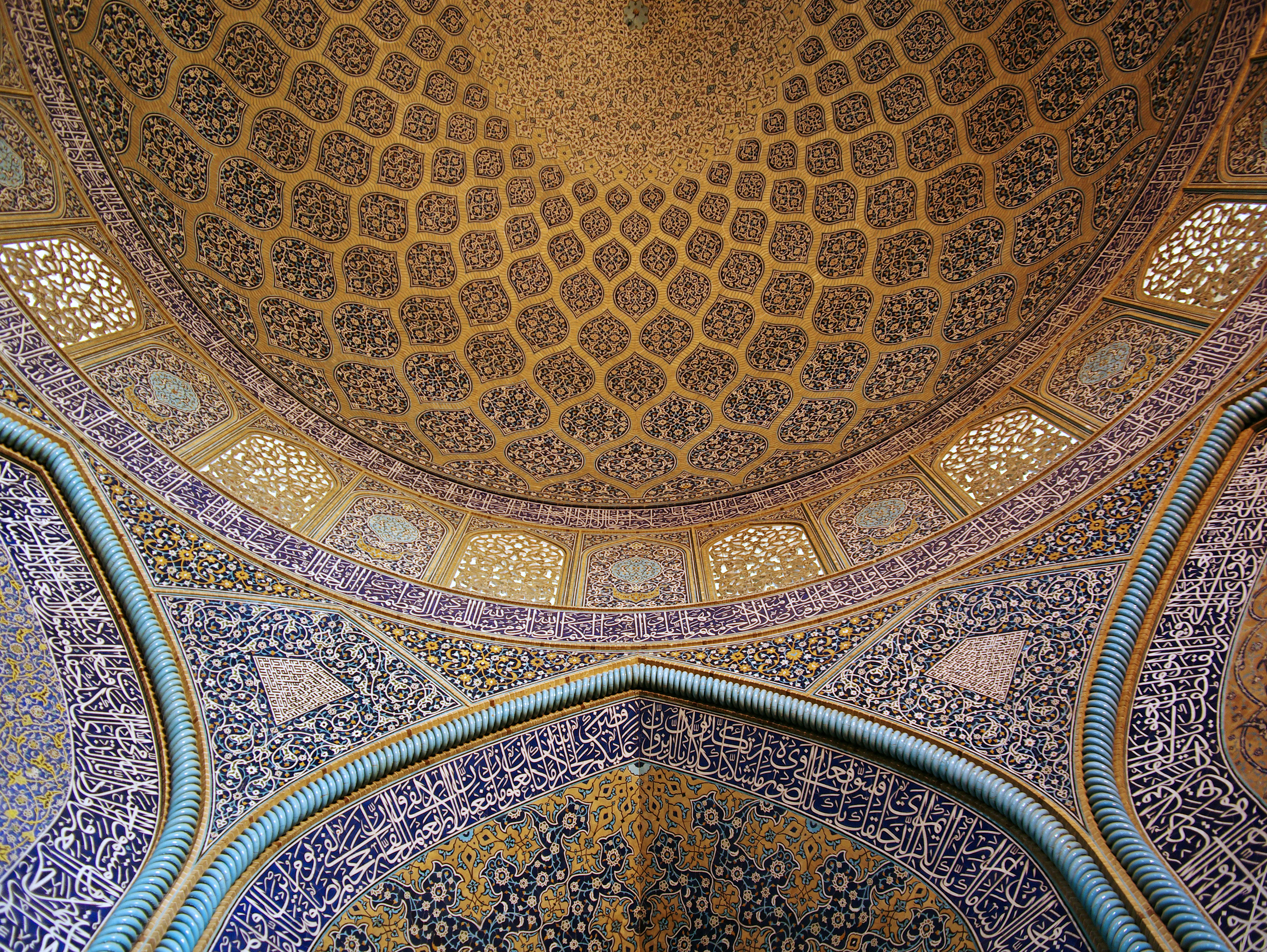
Muro interior y cúpula de la mezquita Sheikh Lotfollāh

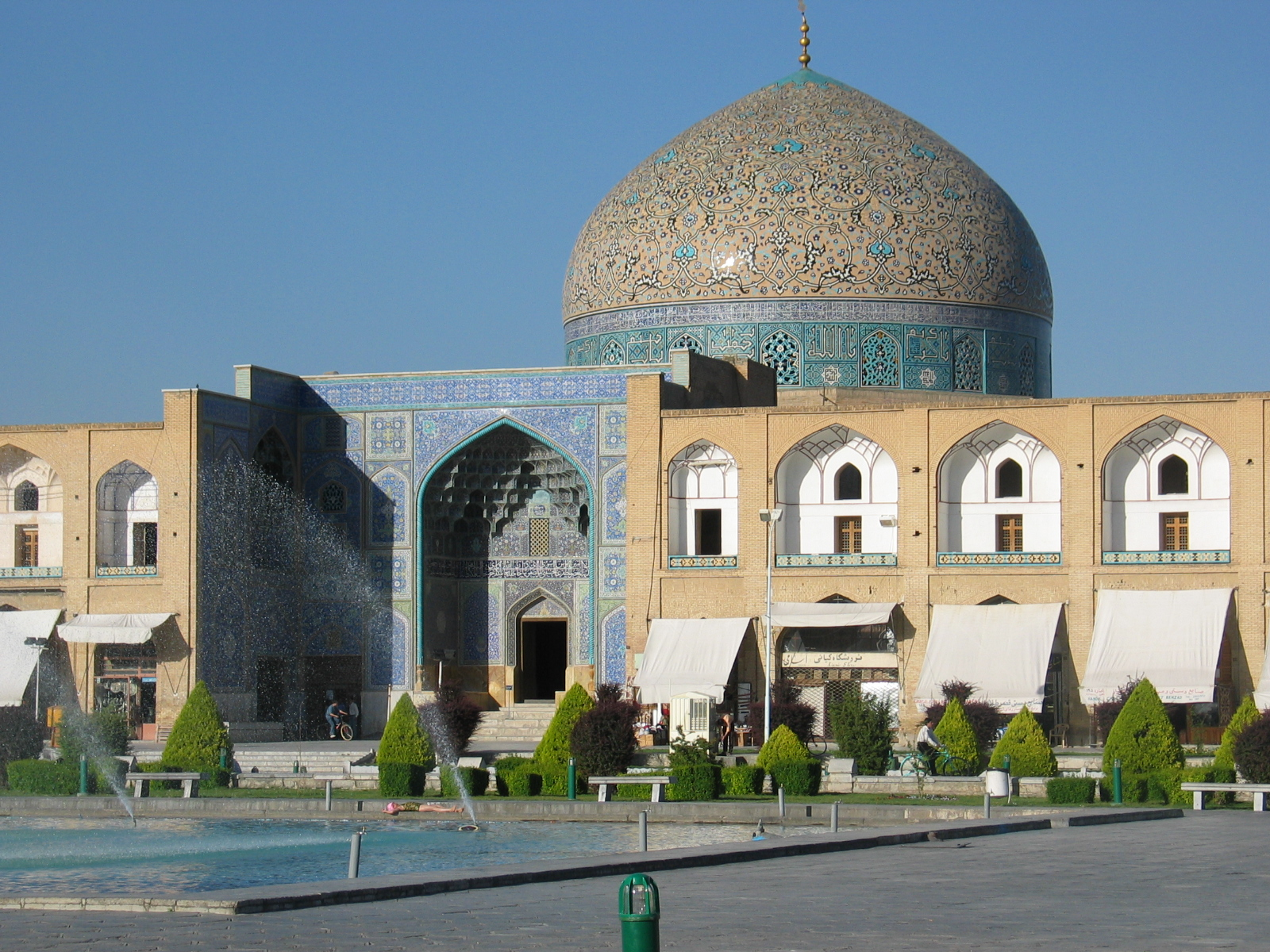
Bóveda de la mezquita de jeque Lotfollah, vista del cuadrado de Naghsh-e-Jahan.

Frente a la Puerta Alta y la zona del palacio real, al este de la plaza Naghsh-i Jahan, se encuentra el colorido portal de entrada de la Mezquita del Jeque Lotfollāh ((en persa)). El arquitecto fue Muhammad Reza ibn Ustad Hosein Banna Isfahani.
La mezquita, con su cúpula monocromática de color claro y su vestido turquesa, está decorada por dentro y por fuera con preciosos azulejos y fue construida entre 1603 y 1616, contemporáneamente a Shah Abbas, por Mohammadreza Isfahani. Según la incidencia de la luz, las baldosas de la cúpula cambian de rosa a beige y a caramelo. Fue utilizada por el Sha y su familia hasta la construcción de la Mezquita Real. Está conectada con la Puerta Alta, situada enfrente, por un pasaje subterráneo bajo la plaza de Naqsh-e-Jahan para proteger a los miembros femeninos de la familia real de miradas extranjeras.
Abbas I le puso el nombre de su suegro, el jeque Lotfollāh, que murió en 1622.
El edificio y su finalidad siguen guardando secretos hoy en día. La inscripción del portal la identifica como una mezquita ("masjid"), pero el complejo no tiene ni un minarete ni un patio interior con instalaciones de ablución (wudū'), algo también habitual en las mezquitas. La sala principal, con una superficie de 19 por 19 metros, contiene un mihrab, es decir, un nicho de oración que está orientado hacia la oibla, de modo que el conjunto está desplazado unos 45 grados respecto a la plaza. Junto a la sala principal hay una sala de aproximadamente el mismo tamaño con una profunda bóveda que descansa sobre cuatro pilares octogonales. El diámetro de su bóveda interna es de 12 m., y el grueso de las paredes 170 cm.
En general, el diseño del complejo se ajusta más a un mausoleo, pero se puede suponer que nadie fue enterrado allí. A menudo se hace referencia al edificio como una casa de oración privada de la familia real, pero esto es desconocido en la arquitectura iraní.

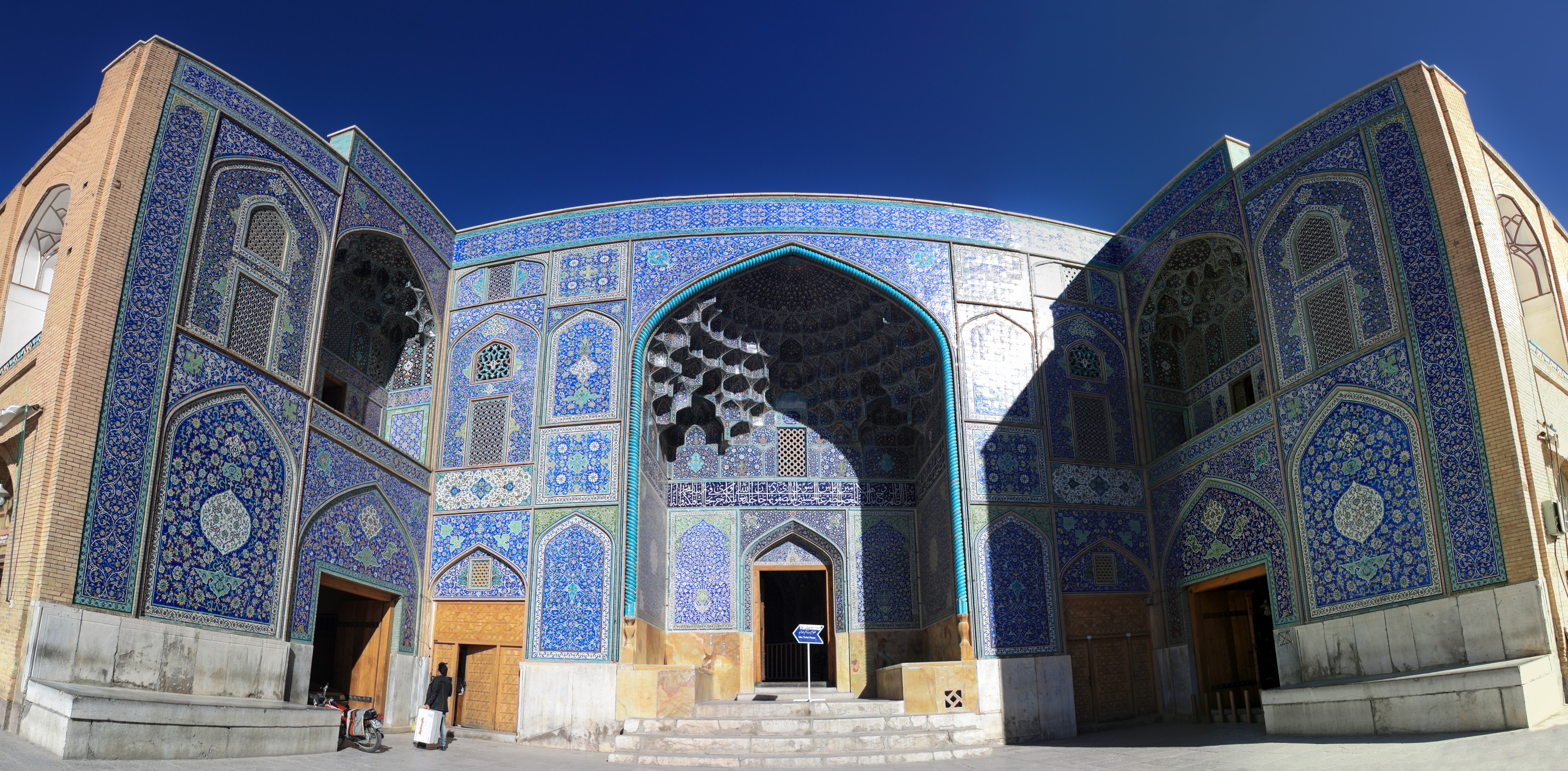
Portal de entrada
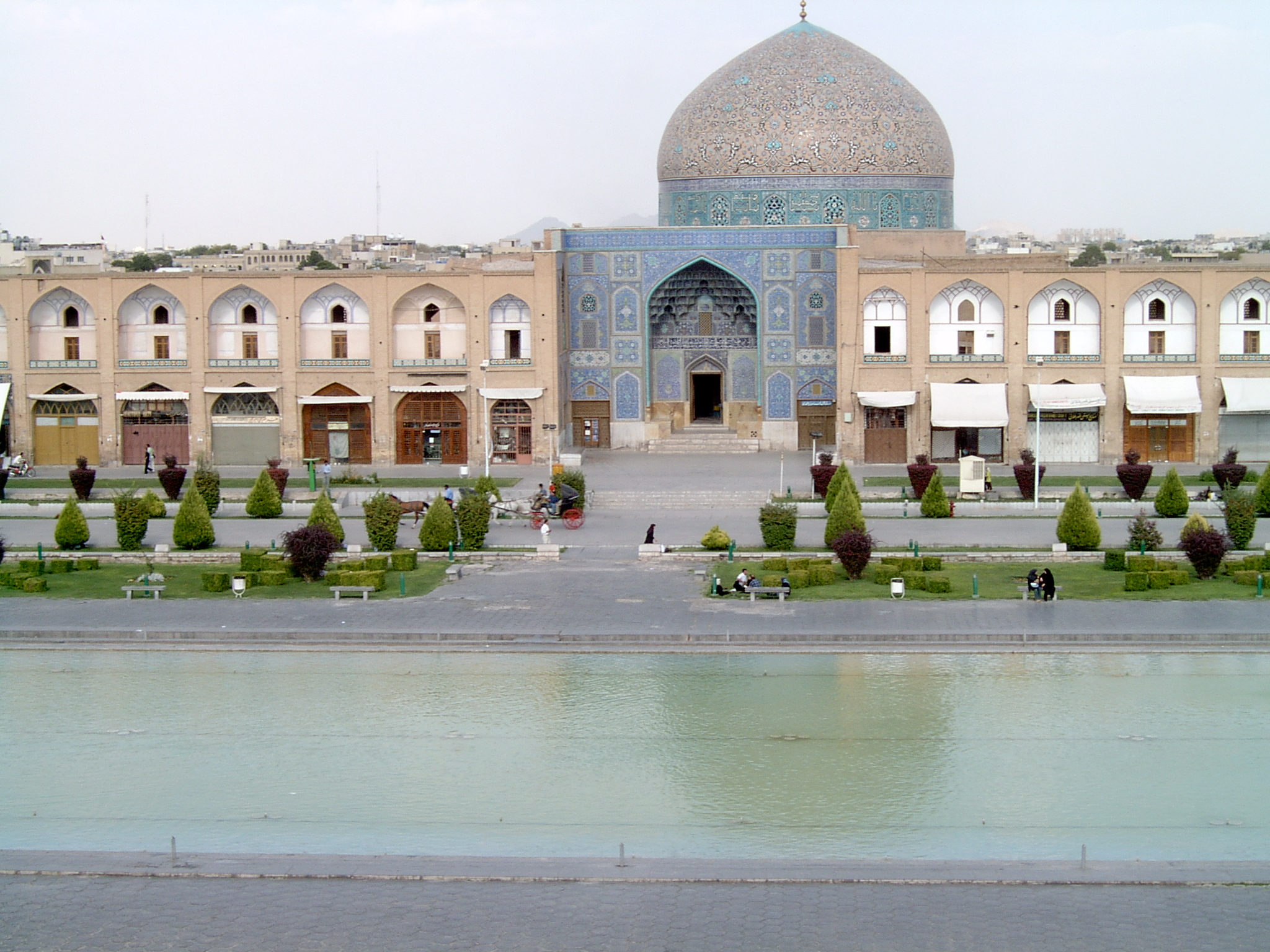
Mezquita del jeque Lotfollāh
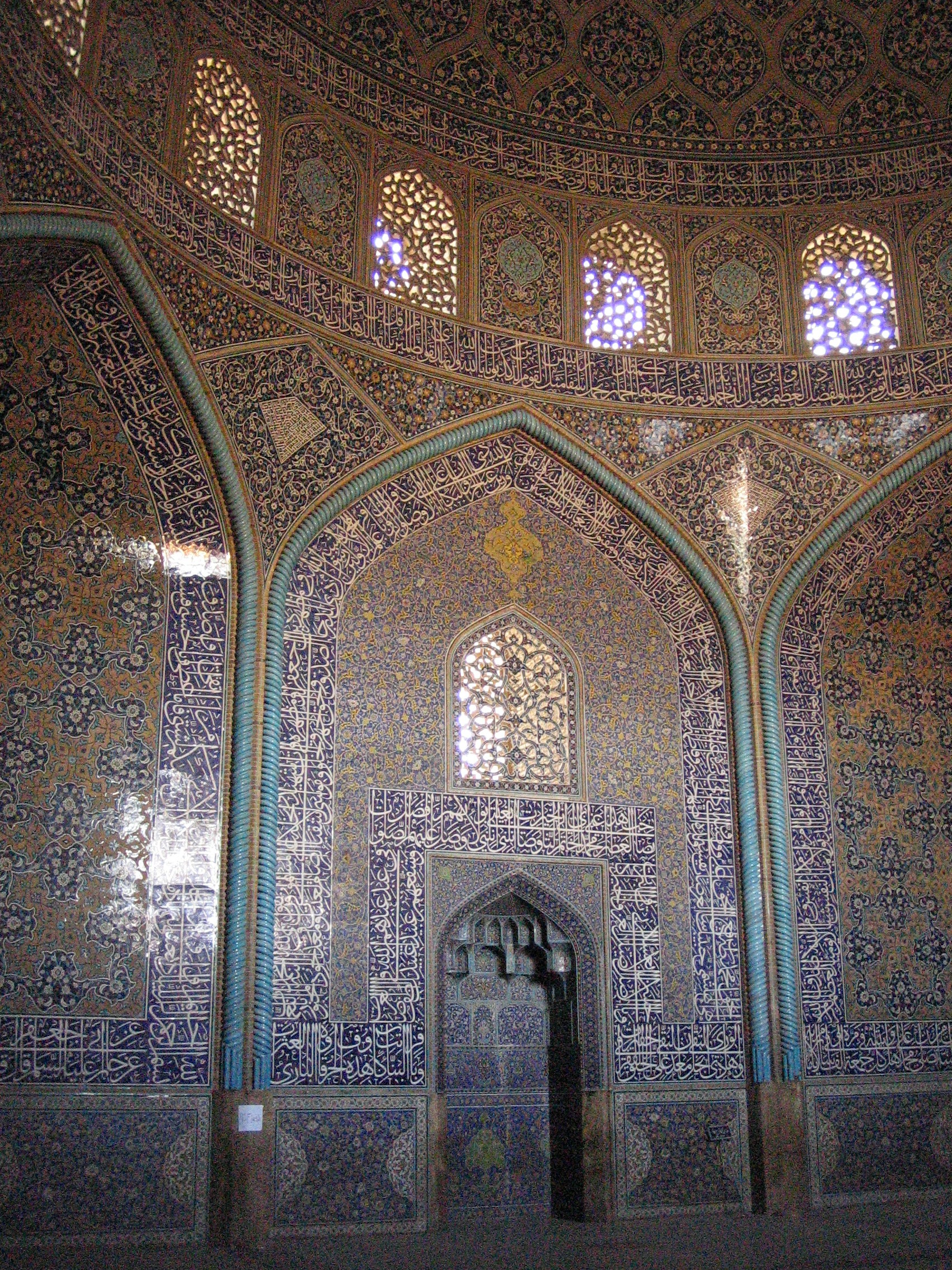
Mihrab
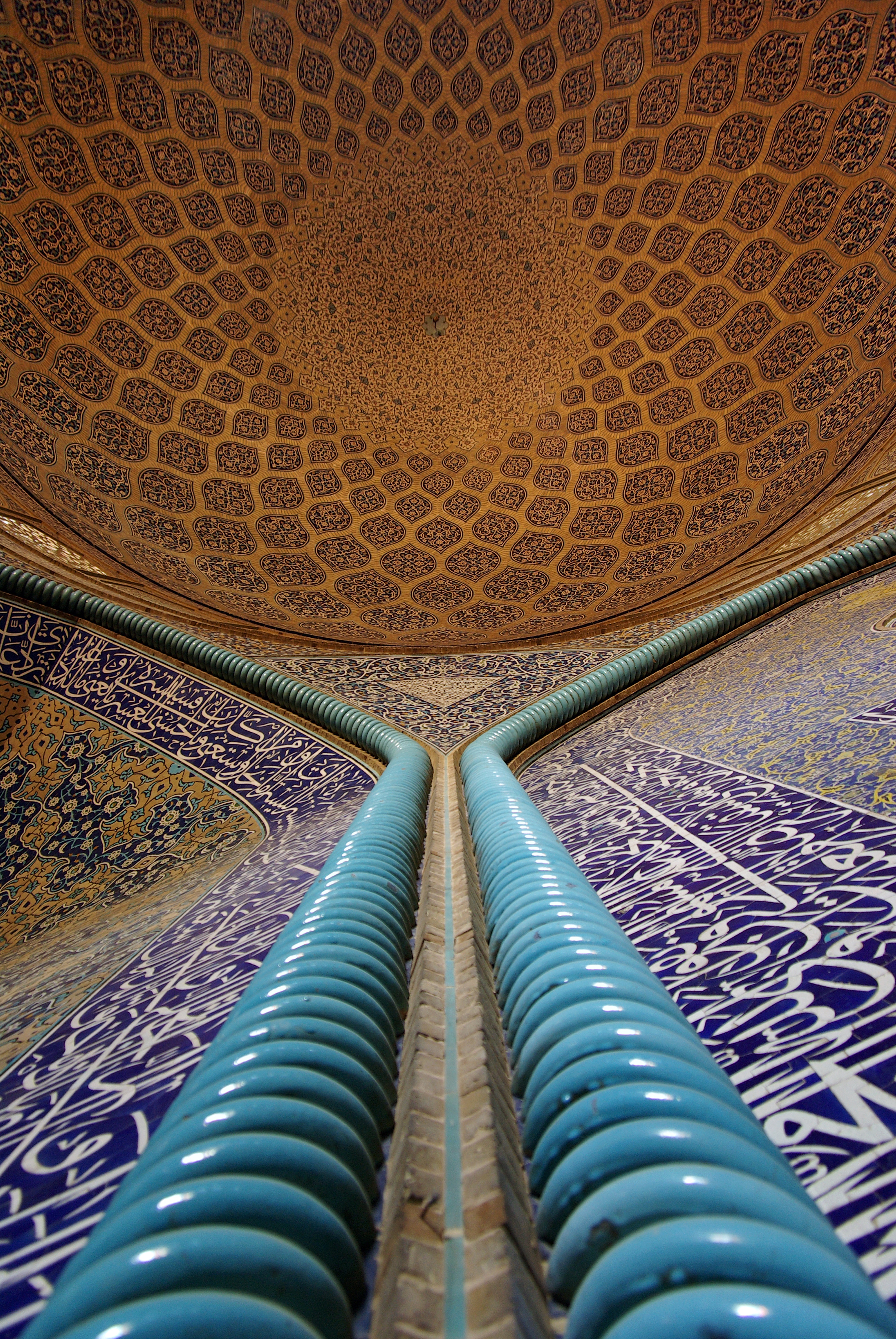
Muro interior y cúpula
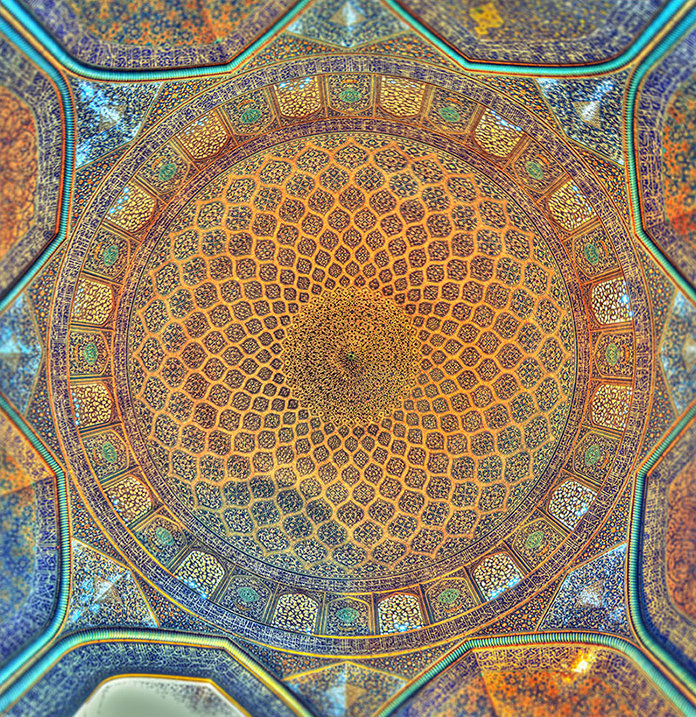
Cúpula

## Palacio de Ali Qapu

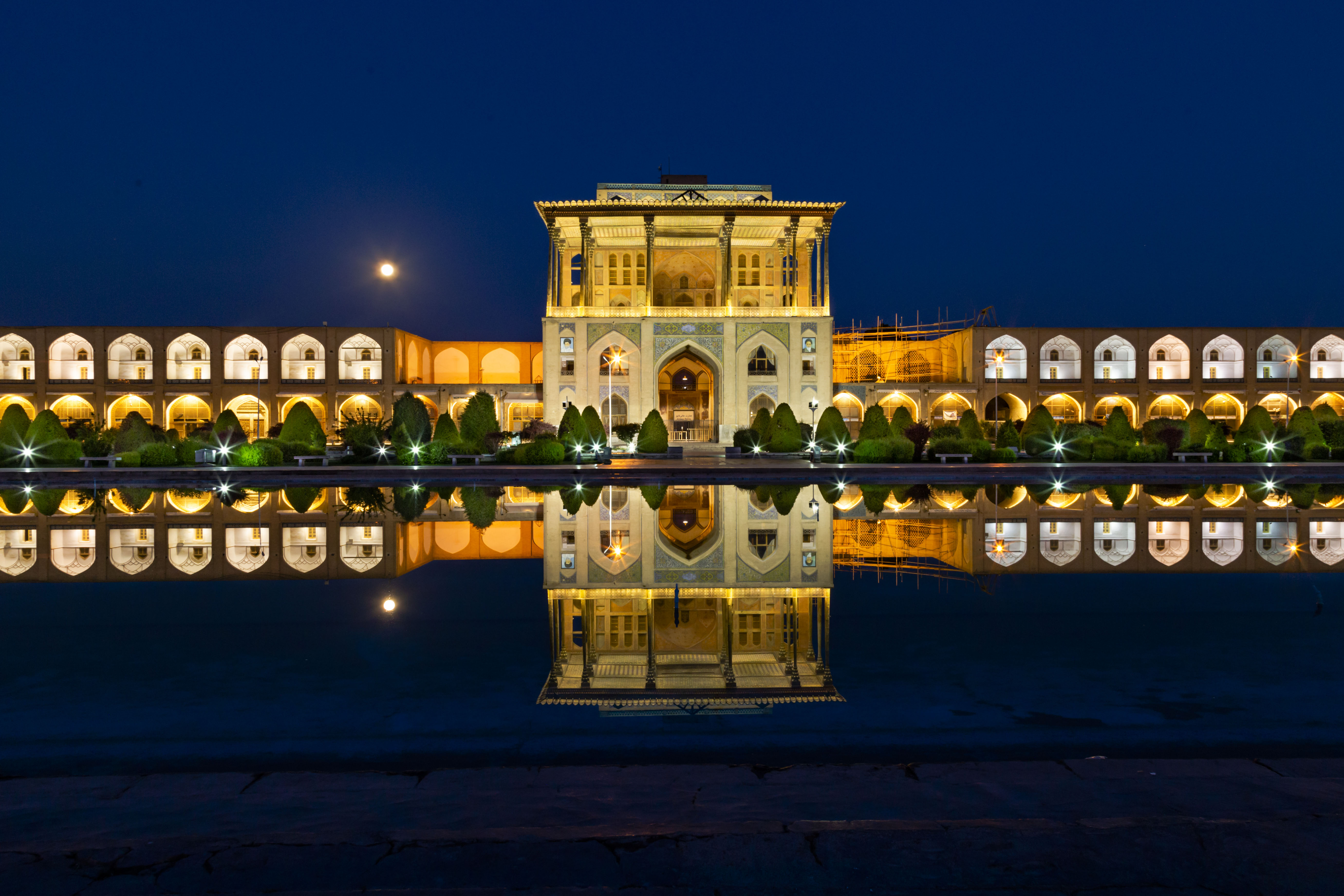
Palacio de Ali Qapu.

Ali Qapu (pronunciado, al-li gapú), de 6 pisos y 48 metros de alto tiene una estructura rectangular grande y masiva que culmina en una terraza ancha con techo embutido y apoyado por columnas de madera.
Ali Qapu es rico en pinturas murales de Reza Abbassi, el pintor de la corte de Shah Abbas I, y sus discípulos. Hay adornos florales y de animales y pájaros. Casi todas las puertas y ventanas muy adornadas del palacio han sufrido el pillaje en tiempos de desórdenes sociales y solamente una ventana del tercer piso ha escapado al deterioro. 
Ali Qapu fue reparado y restaurado, especialmente durante el reinado del sultán Hussein, pero cayó nuevamente en un estado de gran deterioro en el corto reinado de los invasores afganos. Bajo el reinado de Qajar Nasir de los shah del al-Dinar (1848-1896), las cornisas de Safavid y los azulejos florales sobre el portal fueron substituidos por los azulejos con inscripciones.
En el sexto piso se encuentra la sala de banquetes reales, y las habitaciones más grandes del palacio. También se llama a este piso el "cuarto de la música", porque en él se tocaban variadas piezas musicales y se entonaban canciones.

## Mezquita del Shah

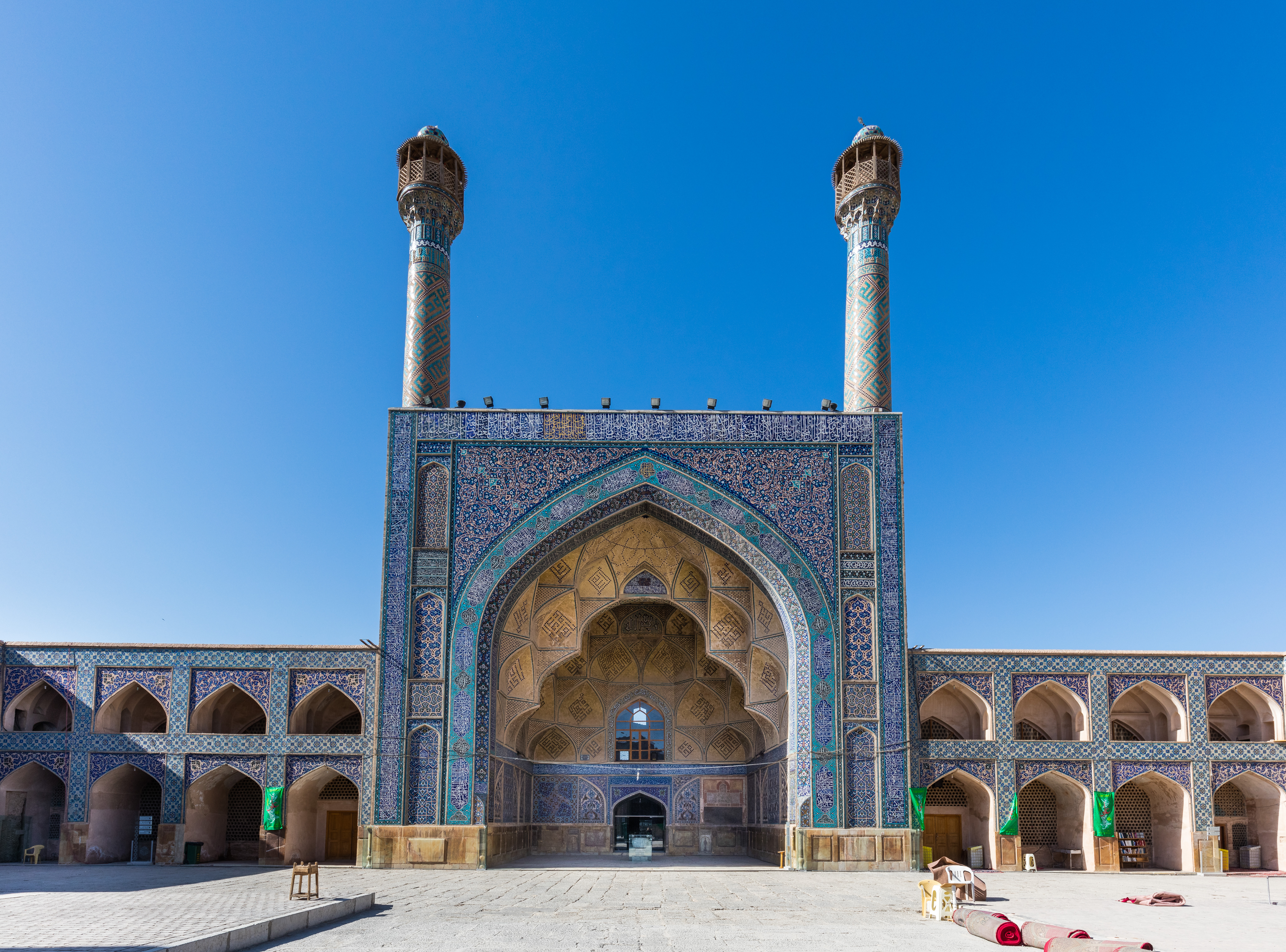
Mezquita del Shah.

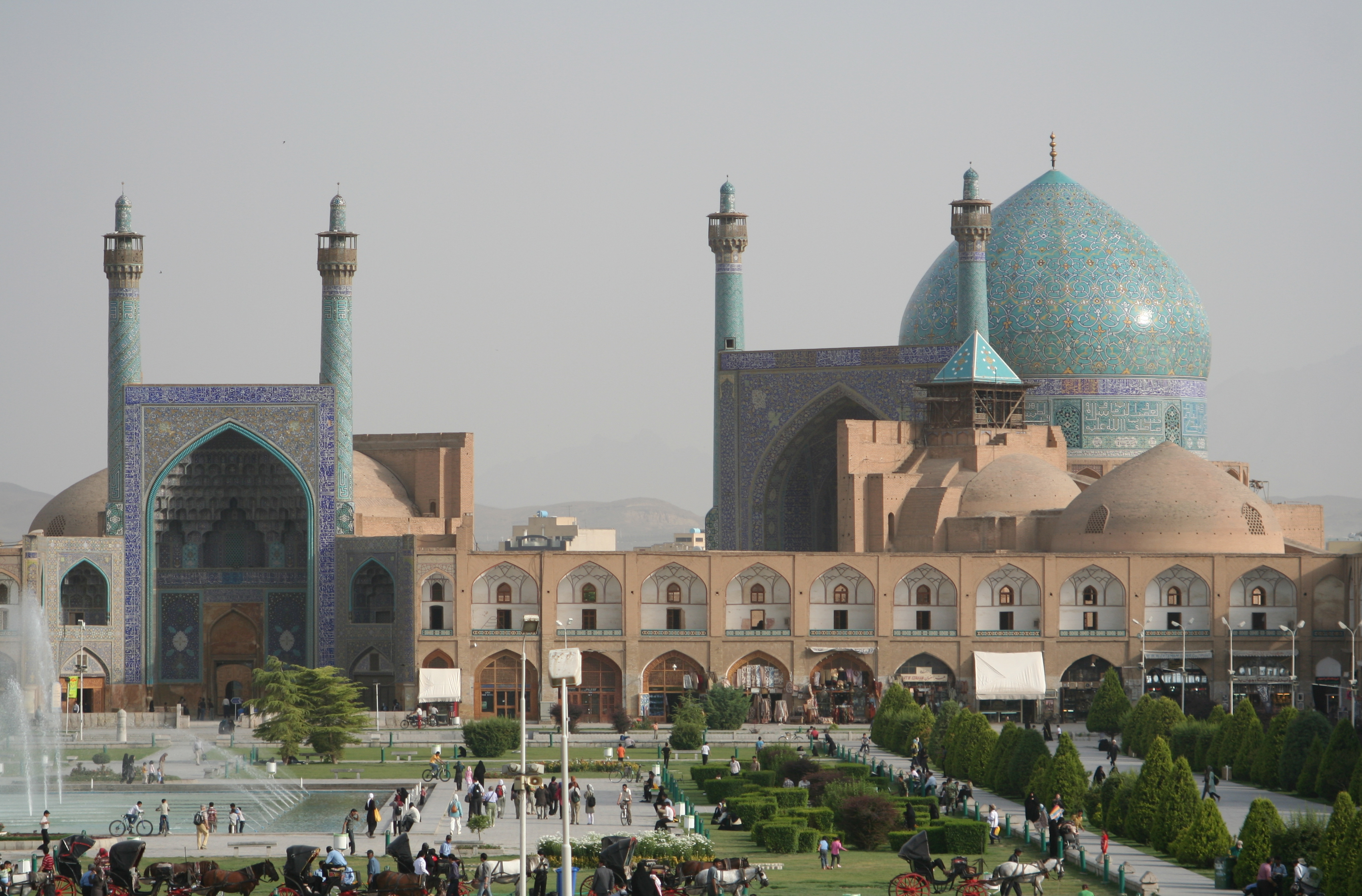
Mezquita del Shah.

La mezquita del Shah está situada en el lado sur de la plaza. Fue construida para el soberano de la dinastía Safavids el Shah Abbas I.
Con la construcción de la Mezquita del Sha ((en persa)), que al igual que la propia plaza fue rebautizada en honor al Ayatolá Jomeni tras la Revolución Islámica y ahora es oficialmente Mezquita del Imán' ((en persa)), se inició ya en 1590, según Chardin, pero la mayoría de las demás fuentes informan de que el sha Abbas I puso personalmente la primera piedra en la primavera de 1611 o 1612. Según las ideas del Sha, debía coronar la composición de la plaza Naqsh-e-Jahan. Sin embargo, no vivió para ver su finalización en 1630 o incluso en 1638.
La mezquita se considera una obra maestra de la arquitectura islámica y cautiva con su cúpula de cebolla azul celeste y su rico trabajo de mosaico en portales, salas de oración, minaretes y arcadas. Está flanqueado por dos esbeltos minaretes de color turquesa de unos 50 metros de altura, que se asemejan a las torretas de 26 metros del portal de entrada.
El arquitecto Ostad Abu'l-Qasim no sólo tuvo que planificar y ejecutar la mezquita con prisa, sino que también se encontró con un problema debido a la ubicación del terreno asignado. Como todas las mezquitas, el edificio debía estar orientado hacia la Meca, lo que era difícil de conciliar con la ubicación de la plaza, alineada en diagonal, a la que el sah quería acceder directamente a través de un portal. Por ello, el arquitecto decidió construir la mezquita en un ángulo de unos 45 grados con respecto a la plaza Naqsh-e-Jahan. En la actualidad, la oración del viernes se realiza en la plaza Naqsh-e-Jahan, justo delante del portal de entrada a la mezquita.
El calígrafo Ali Reza fue el responsable de la artesanía, que logró con notable precisión. Debido a la impaciencia del cliente, se utilizó además una nueva técnica de cocción llamada Haft-Rangi, desarrollada durante la construcción, para los azulejos de loza. (literalmente, "siete colores"). La nueva técnica permitía trabajar hasta siete colores en una baldosa a la vez sin que se cruzaran, siendo el proceso más rápido y barato que las técnicas de mosaico. Tras la invención de esta técnica, los azulejos con pintura multicolor se utilizaron a menudo como sustituto de las técnicas de mosaico. El revestimiento de la Mezquita del Rey está formado por azulejos de estilo antiguo y nuevo.
La inscripción del año 1616 en la puerta de entrada de la plaza Naqsh-e-Jahan también es de Ali Reza, pero sólo se refería a la propia puerta. Las obras de la mezquita continuaron al menos hasta 1630, probablemente hasta 1638.
Se calcula que se utilizaron 18 millones de ladrillos para el edificio, y unos 472.500 azulejos para el revestimiento y los muros de revestimiento.

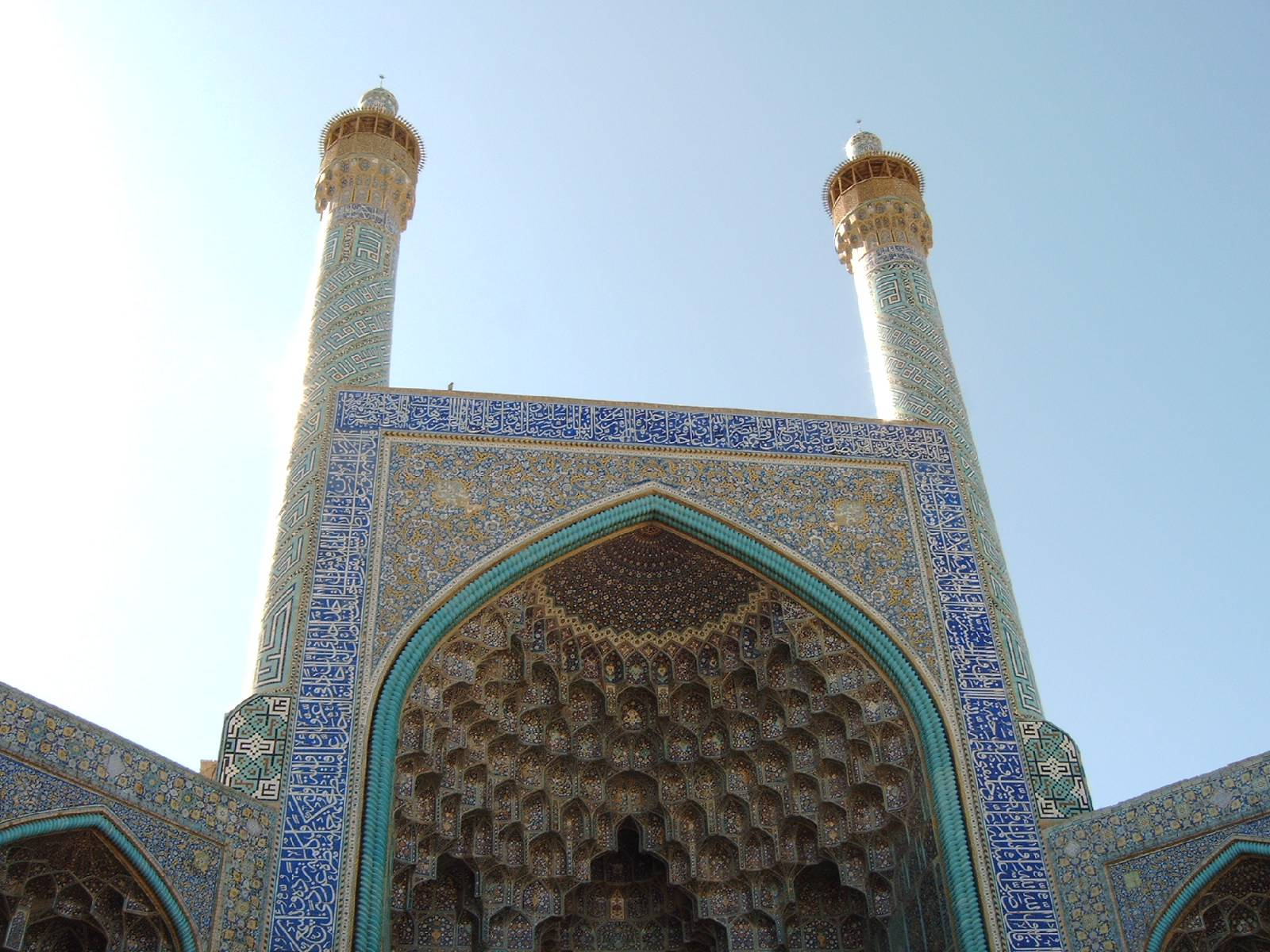
Puerta de entrada al complejo de la mezquita
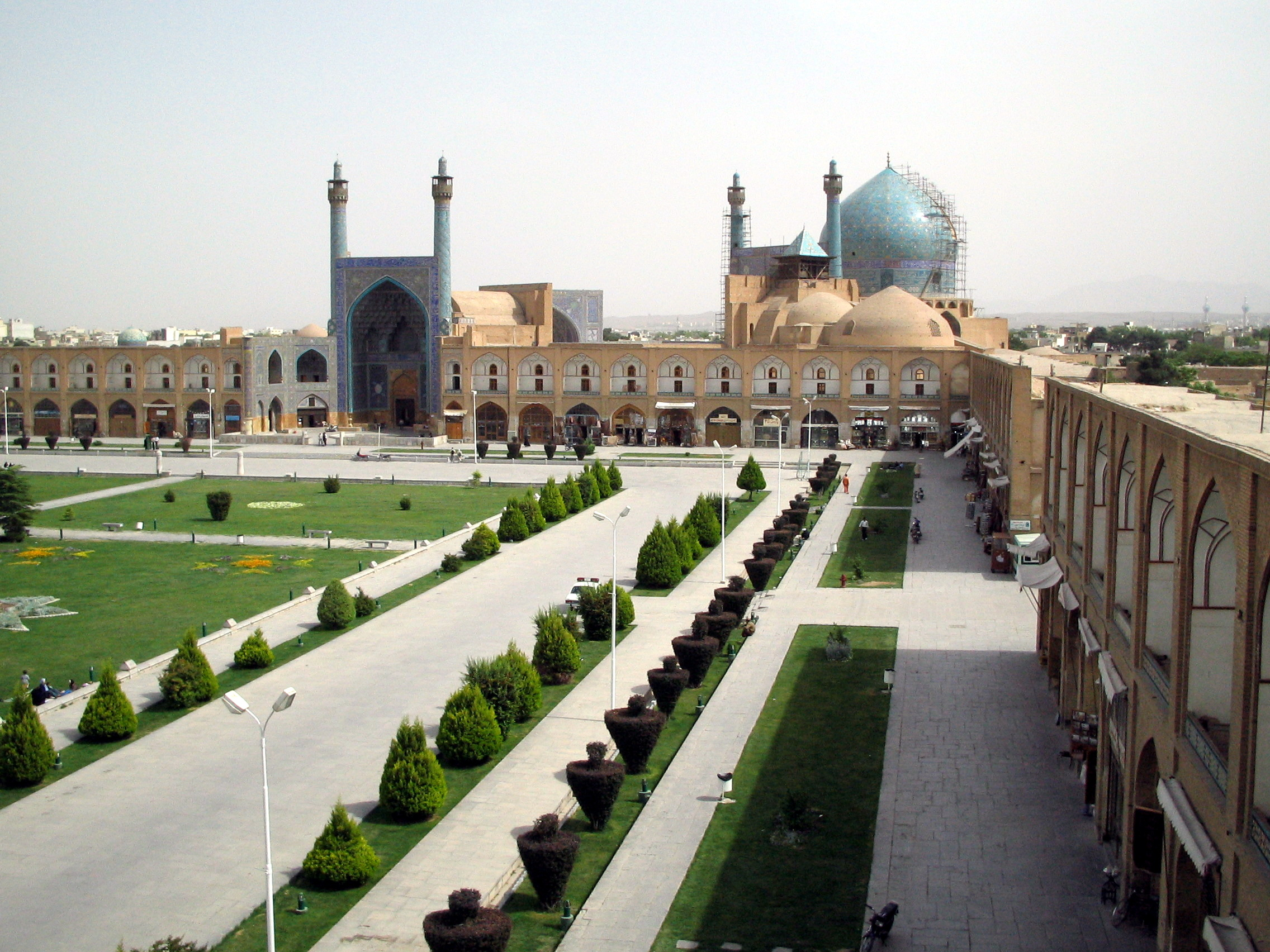
Plaza y mezquita
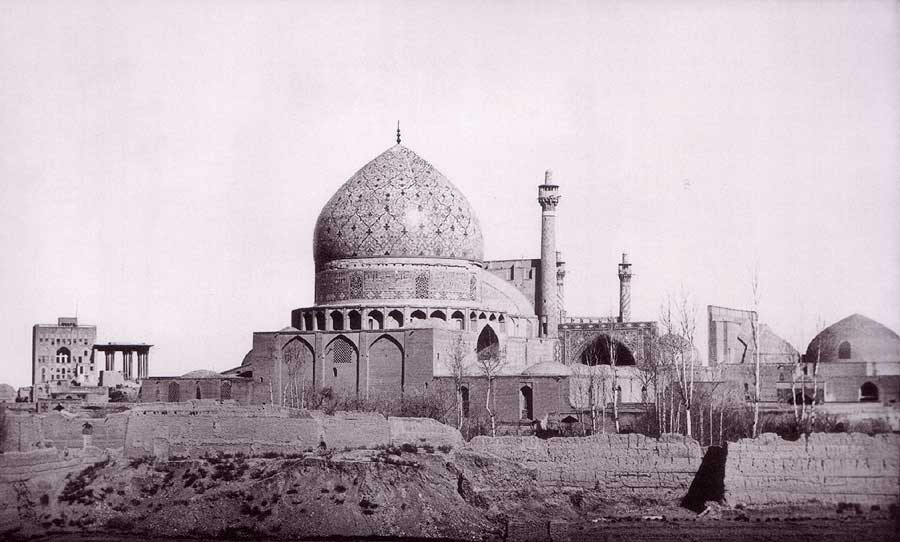
Masjed-e Shāh, fotografía de Ernst Hoeltzer, 1873.

## Bazar Real
La entrada al Bazar Real, Gheisarieh ((en persa), literalmente. "bazar del emperador"), parece bastante discreto en contraste con los otros portales de la plaza Naqsh-e-Jahan. Sin embargo, cuando se completó se basó en consideraciones modernas.
Cuando Abbas I. Isfahán como residencia, no sólo daba importancia a un palacio apropiado y a magníficas mezquitas, sino que también se preocupaba por cuestiones de comercio y seguridad. El anterior bazar de la ciudad, relativamente alejado del recinto del palacio, estaba abarrotado, era estrecho e incómodo alrededor de la Mezquita del Viernes. Abbas quería que el futuro centro de comercio y artesanía estuviera en el corazón de la ciudad, cerca de su propia residencia y de las fuerzas de seguridad. Había que crear una zona moderna y espaciosa que ofreciera a todos los comerciantes, artesanos y proveedores de servicios espacio y protección suficientes y una infraestructura moderna.
El Bazar Real se extiende desde la entrada en el extremo norte de la plaza Naqsh-e-Jahan y serpentea hacia el norte hasta la Mezquita del Viernes, donde solía terminar y limitarse, pero ahora está dividido en otros bazares más pequeños. Hasta hoy - ahora sólo simbólicamente y ya no por razones de seguridad - la puerta de entrada al bazar se cierra por la noche.
La entrada está decorada con astrología signos. Las enjutas muestran azulejos con centauro figuras mirando hacia atrás y disparando arcos y flechas. Estas representaciones pueden derivar de la costumbre de los partos de girar en la silla de montar durante los ataques ecuestres y cubrir al enemigo en la retaguardia con flechas. Las figuras también recuerdan a Sagitario, el signo zodiacal de la ciudad.

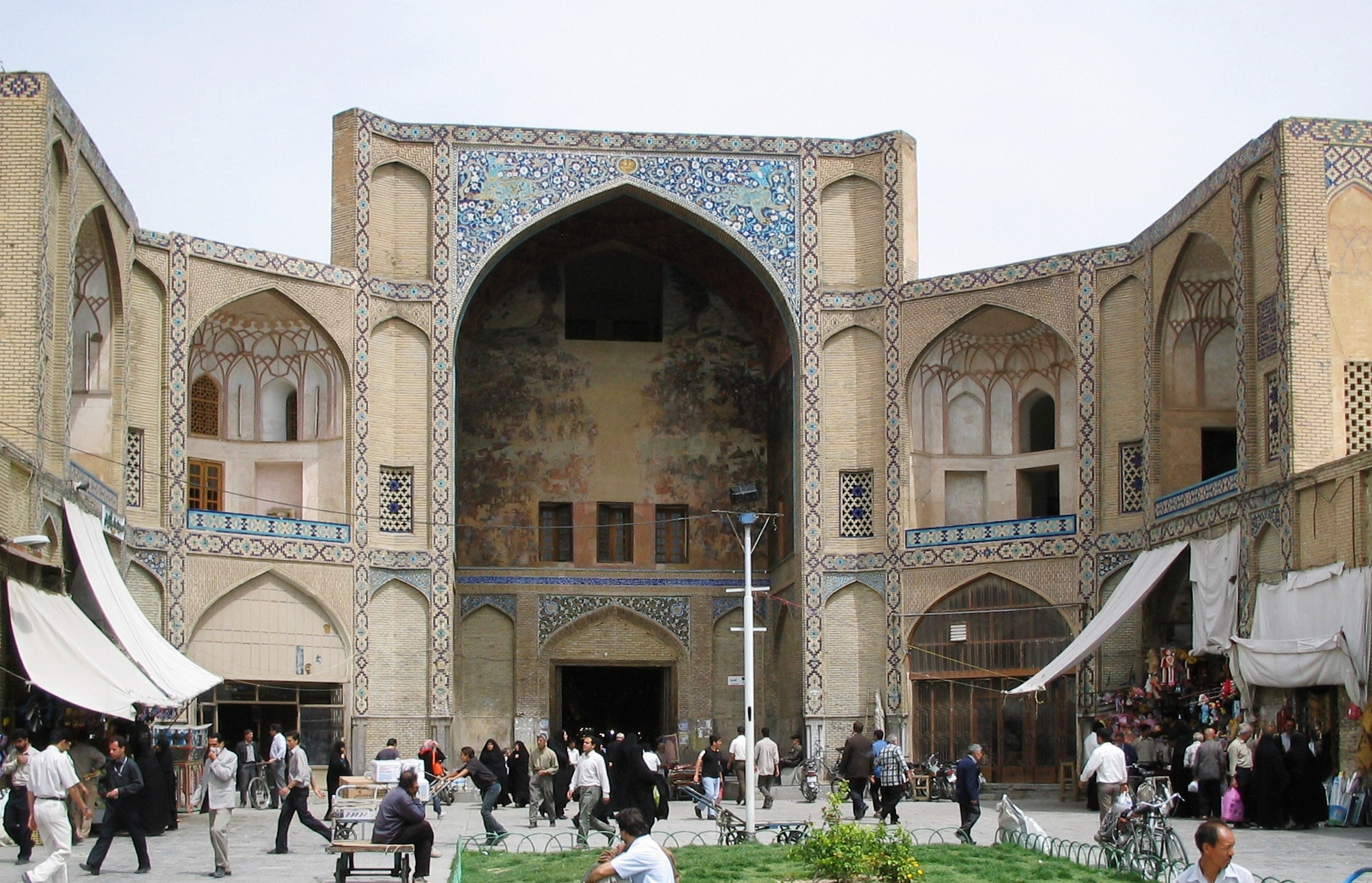
Entrada al bazar real
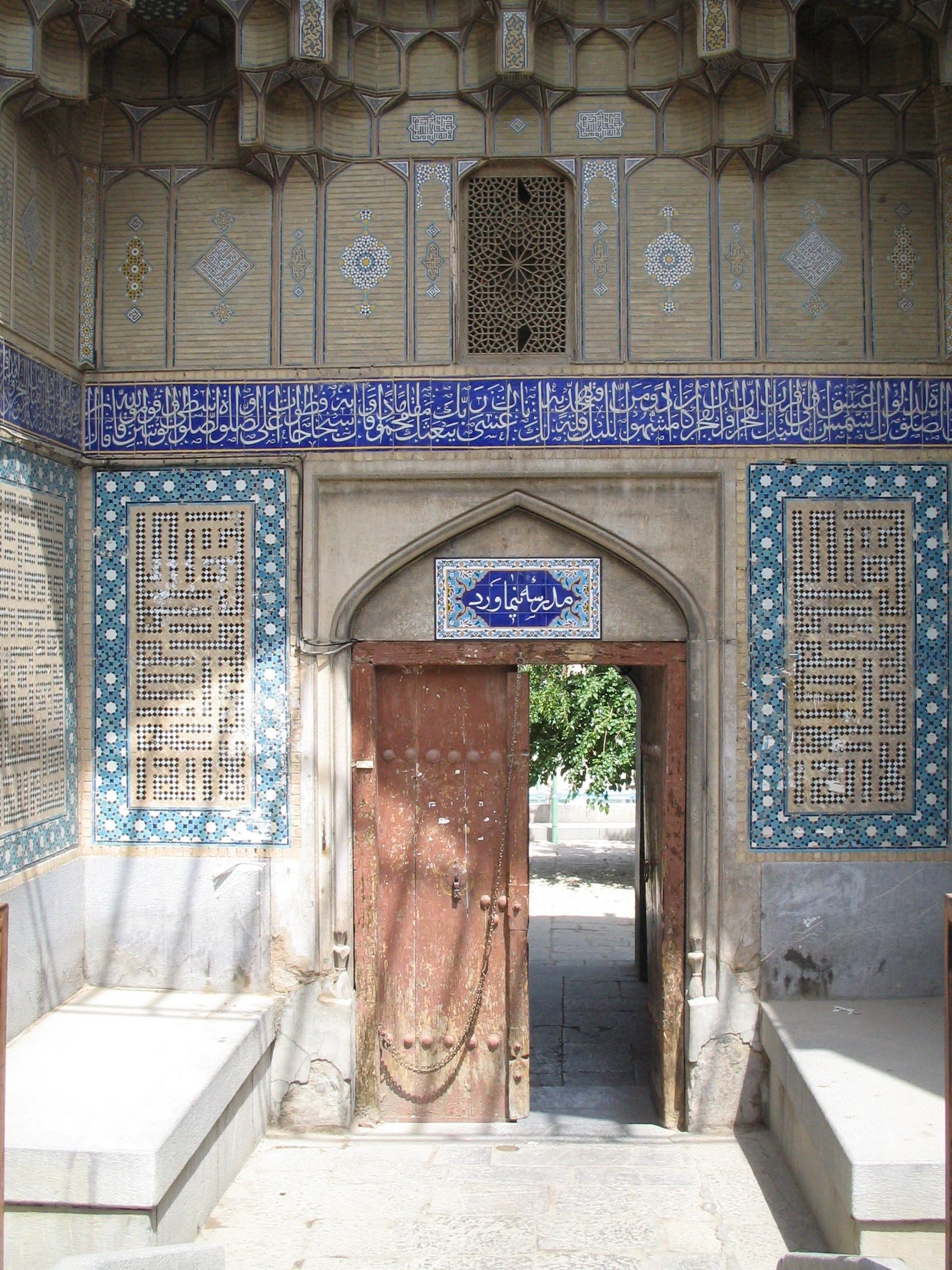
Puerta lateral ricamente decorada
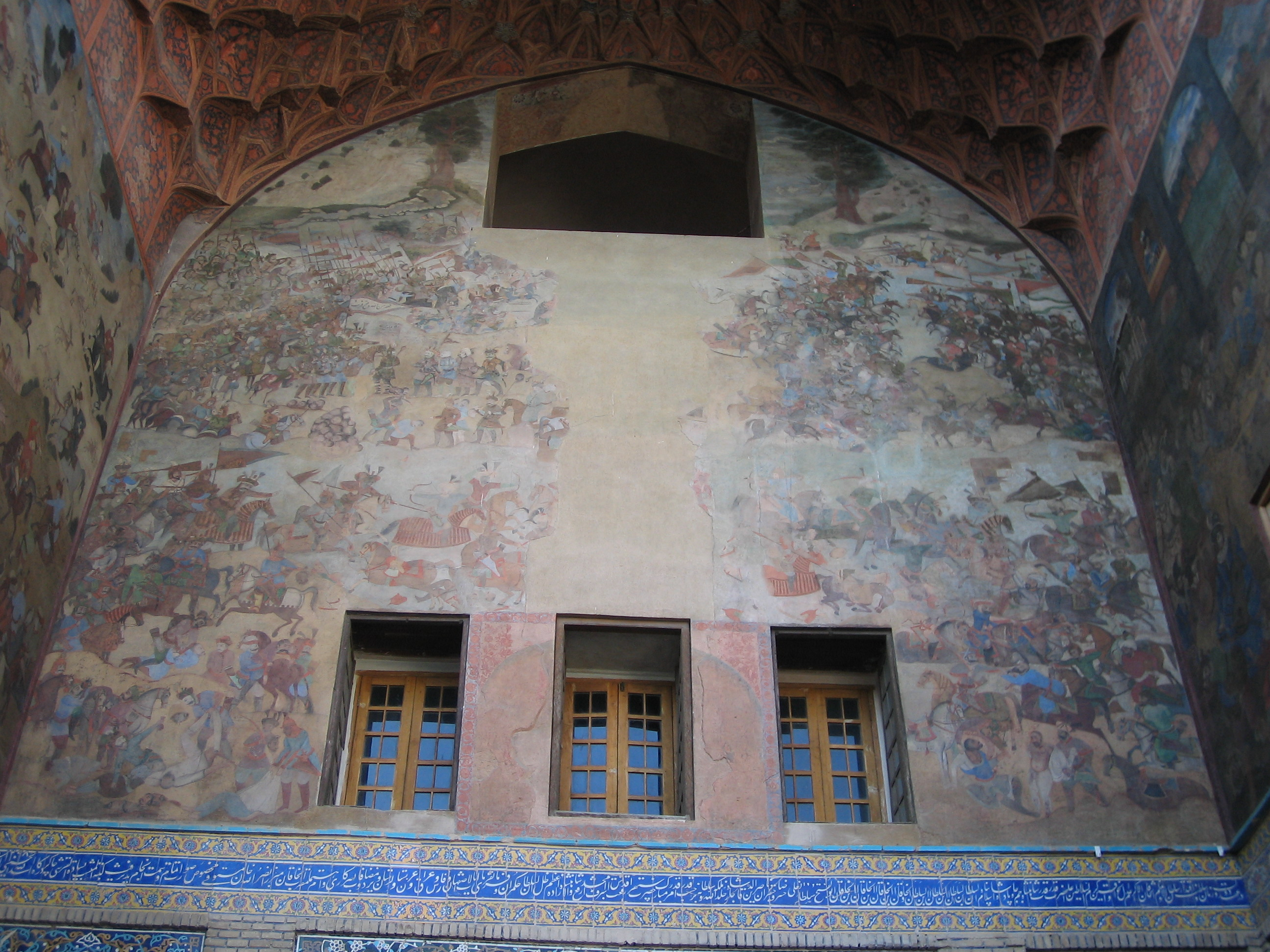
Frescos en la zona de entrada
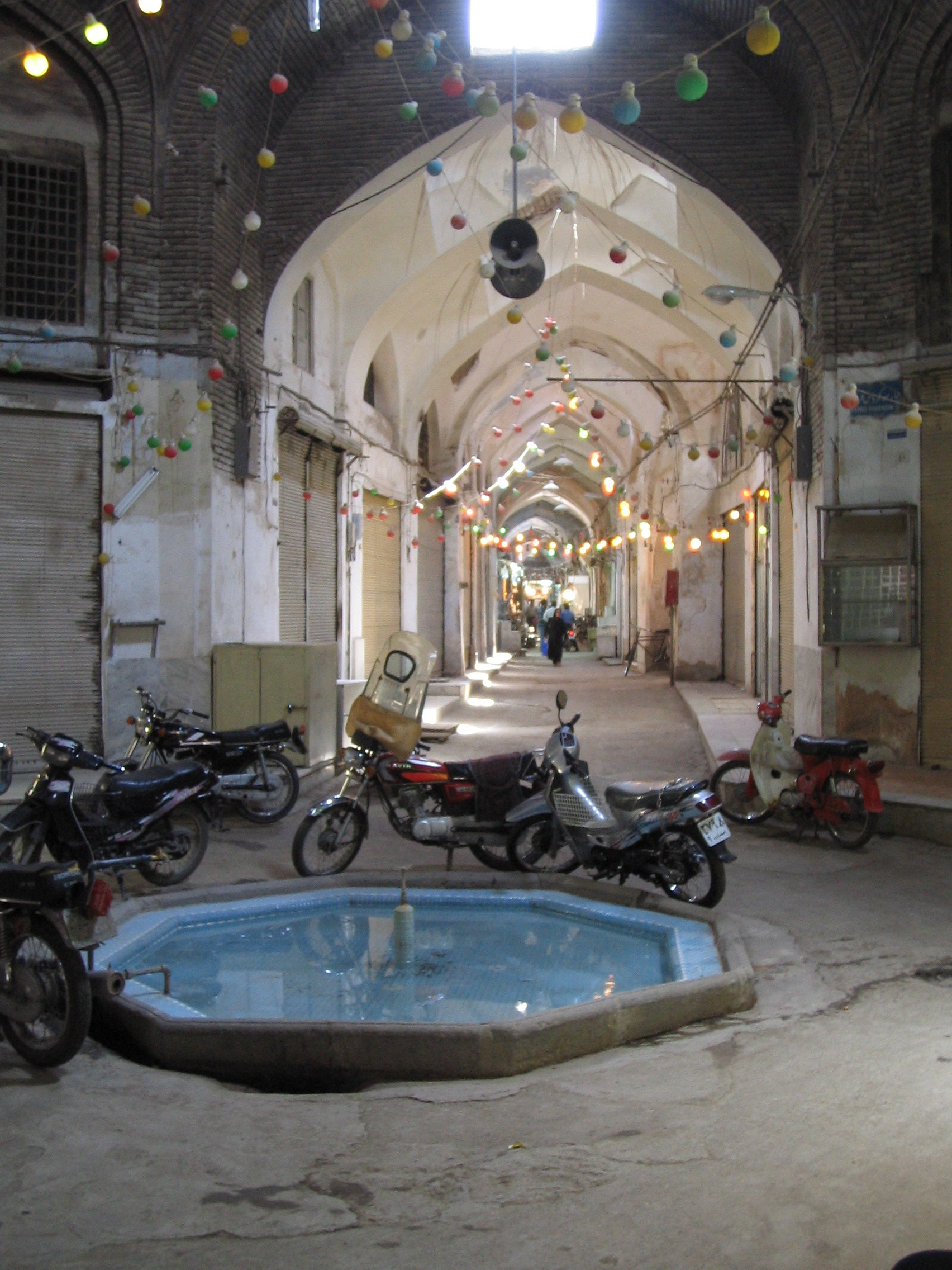
Vista de un patio en el interior del bazar